# FutureLearn
FutureLearn – spółka edukacyjna udostępniająca masowe otwarte kursy online prowadzone przez uniwersytety i instytuty naukowe z całego świata, utworzona przez Open University oraz Seek Limited.
W 2019 FutureLearn miała 10,0 mln użytkowników korzystających z 2400 kursów prowadzonych przez 143 instytucji. Uczestnictwo w kursach oferowanych przez FutureLearn jest bezpłatne, płatne jest natomiast uzyskanie zweryfikowanych certyfikatów informujących o ukończeniu kursu i niektóre inne usługi.
Na stronie znajdują się kursy prowadzone między innymi przez École nationale de l’aviation civile, Institut supérieur de l’aéronautique et de l’espace, Grenoble École de Management i wiele innych instytucje. Większość kursów jest prowadzona w języku angielskim, ale oferowane są również kursy w języku chińskim, francuskim, hiszpańskim, oraz kilku innych językach.